# Marina (Chorvatsko)
Marina je vesnice a opčina v Chorvatsku, ležící na pobřeží Jaderského moře. V roce 2001 zde žilo 4 771 obyvatel.

## Sídla
Kromě vlastní vesnice pod opčinu spadají sídla Blizna Donja, Blizna Gornja, Dograde, Gustirna, Mitlo, Najevi, Poljica, Pozorac, Rastovac, Sevid, Svinca, Vinišće, Vinovac a Vrsine.